# 30º Everywhere
30º Everywhere è il primo album della band statunitense The Promise Ring, pubblicato con etichetta Jade Tree Records il 10 settembre 1996. È stato pubblicato su CD e in un'edizione limitata di 500 copie in vinile.

## Tracce
1. Everywhere in Denver – 2:40
2. Red Paint – 2:54
3. Heart of a Broken Story – 2:44
4. Scenes from France – 2:32
5. Anne You Will Sing – 2:39
6. My Firetower Flame – 3:19
7. Between Pacific Coasts – 1:51
8. A Picture Postcard – 3:10
9. Somebody's Done For – 4:14
10. The Sea of Cortez – 5:03
11. Run Down the Waterfall – 3:08
12. We Don't Like Romance – 2:29

## Formazione

### Band
- Davey von Bohlen - voce e chitarra
- Jason Gnewikow - chitarra
- Scott Beschta - basso e fotografia
- Dan Didier - batteria

### Personale aggiuntivo
- Rachel Dietkus - violino su Somebody's Done For e We Don't Like Romance
- Joe Ferguson - ingegnere
- Casey Rice - ingegnere e missaggio
- Damon Locks - ingegnere
- Michael Sarsfield - mastering
- Tim Owen - Fotografia